# Греция на летних Олимпийских играх 2012
Греция на летних Олимпийских играх 2012 была представлена 103 спортсменами в 19 видах спорта. Греки завоевали 2 бронзовые награды.

## Медалисты

### Бронза
| Бронза |                                    |                                                           |
| №      | Спортсмены                         | Вид спорта (дисциплина)                                   |
| 1      | Илиас Илиадис                      | Дзюдо (мужчины, до 90 кг)                                 |
| 2      | Кристина Гизициду Александра Циаву | Академическая гребля (женщины, парные двойки, лёгкий вес) |

## Результаты соревнований

### Академическая гребля
В следующий раунд из каждого заезда проходили несколько лучших экипажей (в зависимости от дисциплины). В утешительный заезд попадали спортсмены, выбывшие в предварительном раунде. В финал A выходили 6 сильнейших экипажей, остальные разыгрывали места в утешительных финалах B-F.
Мужчины
| Соревнование              | Спортсмены                           | Предварительный заезд | Предварительный заезд | Предварительный заезд | Отборочный заезд | Отборочный заезд | Отборочный заезд | Четвертьфинал | Четвертьфинал | Четвертьфинал | Полуфинал | Полуфинал | Полуфинал | Финал   | Финал   | Итоговое место |
| Соревнование              | Спортсмены                           | Заезд                 | Время                 | Место                 | Заезд            | Время            | Место            | Заезд         | Время         | Место         | Заезд     | Время     | Место     | Время   | Место   | Итоговое место |
| ------------------------- | ------------------------------------ | --------------------- | --------------------- | --------------------- | ---------------- | ---------------- | ---------------- | ------------- | ------------- | ------------- | --------- | --------- | --------- | ------- | ------- | -------------- |
| двойки                    | Николаос Гунтулас Апостолос Гунтулас | 3                     | 6:21,46               | 3 Q                   | не участвовали   | не участвовали   | не участвовали   | не проводится | не проводится | не проводится | 2         | 7:07,15   | 5         | Финал B | Финал B | 9              |
| двойки                    | Николаос Гунтулас Апостолос Гунтулас | 3                     | 6:21,46               | 3 Q                   | не участвовали   | не участвовали   | не участвовали   | не проводится | не проводится | не проводится | 2         | 7:07,15   | 5         | 6:53,69 | 3       | 9              |
| Парные двойки, лёгкий вес |                                      |                       |                       |                       |                  |                  |                  |               |               |               |           |           |           |         |         |                |
| Четвёрки                  |                                      |                       |                       |                       |                  |                  |                  |               |               |               |           |           |           |         |         |                |

Женщины
| Соревнование              | Спортсмены | Отборочная гонка | Отборочная гонка | Четвертьфинал/ Дополнительная гонка | Четвертьфинал/ Дополнительная гонка | Полуфинал | Полуфинал | Финал | Финал |
| Соревнование              | Спортсмены | Время            | Место            | Время                               | Место                               | Время     | Место     | Время | Место |
| ------------------------- | ---------- | ---------------- | ---------------- | ----------------------------------- | ----------------------------------- | --------- | --------- | ----- | ----- |
| Парные двойки, лёгкий вес |            |                  |                  |                                     |                                     |           |           |       |       |

### Борьба
Мужчины
Вольная борьба
| Соревнование | Спортсмен | Первый раунд       | Второй раунд       | Четвертьфинал      | Полуфинал          | Финал              |
| Соревнование | Спортсмен | Соперник Результат | Соперник Результат | Соперник Результат | Соперник Результат | Соперник Результат |
| ------------ | --------- | ------------------ | ------------------ | ------------------ | ------------------ | ------------------ |
| до 74 кг     |           |                    |                    |                    |                    |                    |

Женщины
| Соревнование | Спортсменка | Первый раунд       | Второй раунд       | Четвертьфинал      | Полуфинал          | Финал              |
| Соревнование | Спортсменка | Соперник Результат | Соперник Результат | Соперник Результат | Соперник Результат | Соперник Результат |
| ------------ | ----------- | ------------------ | ------------------ | ------------------ | ------------------ | ------------------ |
| до 55 кг     |             |                    |                    |                    |                    |                    |

### Велоспорт

#### Шоссейный велоспорт
Мужчины
| Соревнование    | Спортсмены | Время | Место |
| --------------- | ---------- | ----- | ----- |
| групповая гонка |            |       |       |

#### Трековый велоспорт
Мужчины
| Соревнование | Спортсмены | Квалификация | Квалификация | Первый раунд   | Второй раунд   | 1\4 финала     | 1\2 финала     | Финал Матч за 3-е место | Место |
| Соревнование | Спортсмены | Время        | Место        | Соперник Время | Соперник Время | Соперник Время | Соперник Время | Соперник Время Очки     | Место |
| ------------ | ---------- | ------------ | ------------ | -------------- | -------------- | -------------- | -------------- | ----------------------- | ----- |
| Спринт       |            |              |              |                |                |                |                |                         |       |
| Перезаезд    |            |              |              |                |                |                |                |                         |       |
| Кейрин       |            |              |              |                |                |                |                |                         |       |
| Перезаезд    |            |              |              |                |                |                |                |                         |       |

#### Маунтинбайк
Мужчины
| Соревнование | Спортсмены | Результат | Отставание | Место |
| ------------ | ---------- | --------- | ---------- | ----- |
| Маунтинбайк  |            |           |            |       |

### Водные виды спорта

#### Водное поло
Мужчины
На Игры квалифицировалась мужская сборная Греции в составе 14 человек.

#### Плавание
Спортсменов — 14
В следующий раунд на каждой дистанции проходят лучшие спортсмены по времени, независимо от места занятого в своём заплыве.
Мужчины
| Соревнование       | Спортсмен          | Предварительные заплывы | Предварительные заплывы | Полуфиналы           | Полуфиналы           | Финал                | Финал                |
| Соревнование       | Спортсмен          | Результат               | Место                   | Результат            | Место                | Результат            | Место                |
| ------------------ | ------------------ | ----------------------- | ----------------------- | -------------------- | -------------------- | -------------------- | -------------------- |
| 50 м вольный стиль | Иоаннис Каларгарис | 22,80                   | 30                      | Завершил выступление | Завершил выступление | Завершил выступление | Завершил выступление |
| 200 м баттерфляй   |                    |                         |                         |                      |                      |                      |                      |
|                    |                    |                         |                         |                      |                      |                      |                      |
| 100 м на спине     |                    |                         |                         |                      |                      |                      |                      |
| 200 м брасс        |                    |                         |                         |                      |                      |                      |                      |
| 400 м комплекс     |                    |                         |                         |                      |                      |                      |                      |

В открытой воде
| Соревнование  | Спортсмены | Результат | Отставание | Место |
| ------------- | ---------- | --------- | ---------- | ----- |
| 10 километров |            |           |            |       |
|               |            |           |            |       |

Женщины
| Соревнование          | Спортсменка | Предварительные заплывы | Предварительные заплывы | Полуфиналы | Полуфиналы | Финал     | Финал |
| Соревнование          | Спортсменка | Результат               | Место                   | Результат  | Место      | Результат | Место |
| --------------------- | ----------- | ----------------------- | ----------------------- | ---------- | ---------- | --------- | ----- |
| 50 м вольный стиль    |             |                         |                         |            |            |           |       |
|                       |             |                         |                         |            |            |           |       |
| 100 м баттерфляй      |             |                         |                         |            |            |           |       |
| 4×100 м вольный стиль |             |                         |                         |            |            |           |       |

В открытой воде
| Соревнование  | Спортсмены | Результат | Отставание | Место |
| ------------- | ---------- | --------- | ---------- | ----- |
| 10 километров |            |           |            |       |
|               |            |           |            |       |

#### Синхронное плавание
| Соревнование | Спортсменки | Техническая программа | Техническая программа | Произвольная программа (предварительная) | Произвольная программа (предварительная) | Произвольная программа (предварительная) | Произвольная программа (предварительная) | Произвольная программа (Финал) | Произвольная программа (Финал) | Произвольная программа (Финал) | Произвольная программа (Финал) |
| Соревнование | Спортсменки | Очков                 | Место                 | Очков                                    | Место                                    | Всего очков                              | Место                                    | Очков                          | Место                          | Всего очков                    | Место                          |
| ------------ | ----------- | --------------------- | --------------------- | ---------------------------------------- | ---------------------------------------- | ---------------------------------------- | ---------------------------------------- | ------------------------------ | ------------------------------ | ------------------------------ | ------------------------------ |
| Дуэты        |             |                       |                       |                                          |                                          |                                          |                                          |                                |                                |                                |                                |

### Гимнастика

#### Спортивная гимнастика
Мужчины
| Соревнование          | Спортсмен | Вольные упражнения | Вольные упражнения | Опорный прыжок | Опорный прыжок | Брусья | Брусья | Перекладина | Перекладина | Кольца | Кольца | Конь | Конь  | Абсолютное первенство | Абсолютное первенство |
| Соревнование          | Спортсмен | Очки               | Место              | Очки           | Место          | Очки   | Место  | Очки        | Место       | Очки   | Место  | Очки | Место | Очки                  | Место                 |
| --------------------- | --------- | ------------------ | ------------------ | -------------- | -------------- | ------ | ------ | ----------- | ----------- | ------ | ------ | ---- | ----- | --------------------- | --------------------- |
| абсолютное первенство |           |                    |                    |                |                |        |        |             |             |        |        |      |       |                       |                       |
|                       |           |                    |                    |                |                |        |        |             |             |        |        |      |       |                       |                       |

Женщины
| Соревнование          | Спортсменка | Вольные упражнения | Вольные упражнения | Бревно | Бревно | Брусья | Брусья | Опорный прыжок | Опорный прыжок | Абсолютное первенство | Абсолютное первенство |
| Соревнование          | Спортсменка | Очки               | Место              | Очки   | Место  | Очки   | Место  | Очки           | Место          | Очки                  | Место                 |
| --------------------- | ----------- | ------------------ | ------------------ | ------ | ------ | ------ | ------ | -------------- | -------------- | --------------------- | --------------------- |
| абсолютное первенство |             |                    |                    |        |        |        |        |                |                |                       |                       |

#### Художественная гимнастика
Женщины
| Соревнование         | Спортсменки | Квалификация | Квалификация | Финал | Финал |
| Соревнование         | Спортсменки | Очки         | Место        | Очки  | Место |
| -------------------- | ----------- | ------------ | ------------ | ----- | ----- |
| групповое многоборье |             |              |              |       |       |

### Гребля на байдарках и каноэ

#### Гребной слалом
Мужчины
| Соревнование | Спортсмены       | Предварительный этап | Предварительный этап | Предварительный этап | Предварительный этап | Предварительный этап | Предварительный этап | Предварительный этап | Полуфинал | Полуфинал | Полуфинал | Полуфинал | Финал     | Финал     | Финал     | Финал     |
| Соревнование | Спортсмены       | 1 попытка            | 1 попытка            | 1 попытка            | 2 попытка            | 2 попытка            | 2 попытка            | Место                | Полуфинал | Полуфинал | Полуфинал | Полуфинал | Финал     | Финал     | Финал     | Финал     |
| Соревнование | Спортсмены       | Время                | Штраф                | Итог                 | Время                | Штраф                | Итог                 | Место                | Время     | Штраф     | Итог      | Место     | Время     | Штраф     | Итог      | Место     |
| ------------ | ---------------- | -------------------- | -------------------- | -------------------- | -------------------- | -------------------- | -------------------- | -------------------- | --------- | --------- | --------- | --------- | --------- | --------- | --------- | --------- |
| К-1          | Христос Цакмакис | 111,79               | 54                   | 165,79               | 101,22               | 4                    | 105,22               | 15                   | Не прошёл | Не прошёл | Не прошёл | Не прошёл | Не прошёл | Не прошёл | Не прошёл | Не прошёл |

### Дзюдо
Мужчины
| Соревнование | Спортсмен     | Предварительный раунд | 1/32               | 1/16               | Четвертьфиналы     | Полуфиналы         | Финал              | Первый утешительный раунд | Утешительный четвертьфинал | Утешительный полуфинал | За 3 место Финал   |
| Соревнование | Спортсмен     | Соперник Результат    | Соперник Результат | Соперник Результат | Соперник Результат | Соперник Результат | Соперник Результат | Соперник Результат        | Соперник Результат         | Соперник Результат     | Соперник Результат |
| ------------ | ------------- | --------------------- | ------------------ | ------------------ | ------------------ | ------------------ | ------------------ | ------------------------- | -------------------------- | ---------------------- | ------------------ |
| до 90 кг     | Илиас Илиадис |                       |                    |                    |                    |                    |                    |                           |                            |                        |                    |

Женщины
| Соревнование | Спортсменка | Предварительный раунд | 1/32               | 1/16               | Четвертьфиналы     | Полуфиналы         | Финал              | Первый утешительный раунд | Утешительный четвертьфинал | Утешительный полуфинал | За 3 место Финал   |
| Соревнование | Спортсменка | Соперник Результат    | Соперник Результат | Соперник Результат | Соперник Результат | Соперник Результат | Соперник Результат | Соперник Результат        | Соперник Результат         | Соперник Результат     | Соперник Результат |
| ------------ | ----------- | --------------------- | ------------------ | ------------------ | ------------------ | ------------------ | ------------------ | ------------------------- | -------------------------- | ---------------------- | ------------------ |
| до 57 кг     |             |                       |                    |                    |                    |                    |                    |                           |                            |                        |                    |

### Лёгкая атлетика
Спортсменов —
Мужчины
| Дисциплина      | Спортсмен | Предварительный раунд | Предварительный раунд | Четвертьфиналы | Четвертьфиналы | Полуфиналы | Полуфиналы | Финал     | Финал |
| Дисциплина      | Спортсмен | Результат             | Место                 | Результат      | Место          | Результат  | Место      | Результат | Место |
| --------------- | --------- | --------------------- | --------------------- | -------------- | -------------- | ---------- | ---------- | --------- | ----- |
| 200 м           |           |                       |                       |                |                |            |            |           |       |
| 110 м с/б       |           |                       |                       |                |                |            |            |           |       |
| марафон         |           |                       |                       |                |                |            |            |           |       |
| ходьба на 20 км |           |                       |                       |                |                |            |            |           |       |
| ходьба на 50 км |           |                       |                       |                |                |            |            |           |       |
| прыжки в длину  |           |                       |                       |                |                |            |            |           |       |
| прыжки в высоту |           |                       |                       |                |                |            |            |           |       |
| прыжки с шестом |           |                       |                       |                |                |            |            |           |       |
| толкание ядра   |           |                       |                       |                |                |            |            |           |       |
| метание копья   |           |                       |                       |                |                |            |            |           |       |
| метание молота  |           |                       |                       |                |                |            |            |           |       |

Женщины
| Дисциплина      | Спортсменка          | Предварительный раунд | Предварительный раунд | Четвертьфиналы | Четвертьфиналы | Полуфиналы | Полуфиналы | Финал     | Финал |
| Дисциплина      | Спортсменка          | Результат             | Место                 | Результат      | Место          | Результат  | Место      | Результат | Место |
| --------------- | -------------------- | --------------------- | --------------------- | -------------- | -------------- | ---------- | ---------- | --------- | ----- |
| 3 000 м с/п     |                      |                       |                       |                |                |            |            |           |       |
| марафон         |                      |                       |                       |                |                |            |            |           |       |
| ходьба на 20 км |                      |                       |                       |                |                |            |            |           |       |
| тройной прыжок  |                      |                       |                       |                |                |            |            |           |       |
|                 |                      |                       |                       |                |                |            |            |           |       |
| прыжки с шестом | Николета Кириакопулу | 4,25 м                | 19                    |                |                |            |            | -         | -     |
| прыжки с шестом | Стелла-Иро Ледаки    | 4,50 м                | 13                    |                |                |            |            | -         | -     |
| толкание ядра   |                      |                       |                       |                |                |            |            |           |       |
| метание копья   |                      |                       |                       |                |                |            |            |           |       |
| метание молота  |                      |                       |                       |                |                |            |            |           |       |
| семиборье       |                      |                       |                       |                |                |            |            |           |       |

### Настольный теннис
Спортсменов — 2
Соревнования по настольному теннису проходили по системе плей-офф. Каждый матч продолжался до тех пор, пока один из теннисистов не выигрывал 4 партии. Сильнейшие 16 спортсменов начинали соревнования с третьего раунда, следующие 16 по рейтингу стартовали со второго раунда.
Мужчины
| Соревнование     | Спортсмены             | Квалификация       | Первый раунд       | Второй раунд               | Третий раунд                  | 1/8 финала           | Четвертьфинал        | Полуфинал            | Финал                | Место |
| Соревнование     | Спортсмены             | Соперник Результат | Соперник Результат | Соперник Результат         | Соперник Результат            | Соперник Результат   | Соперник Результат   | Соперник Результат   | Соперник Результат   | Место |
| ---------------- | ---------------------- | ------------------ | ------------------ | -------------------------- | ----------------------------- | -------------------- | -------------------- | -------------------- | -------------------- | ----- |
| Одиночный разряд | Панайотис Гьонис (21)  | Не участвовал      | Не участвовал      | О. Ассар (EGY) (58) В 4:0  | С. Кисикава (JPN) (12) П 3:4  | Завершил выступление | Завершил выступление | Завершил выступление | Завершил выступление | 17    |
| Одиночный разряд | Калиникос Креанга (29) | Не участвовал      | Не участвовал      | Ж.-М. Сев (BEL) (38) В 4:1 | Микаэль Мэйс (DEN) (13) П 1:4 | Завершил выступление | Завершил выступление | Завершил выступление | Завершил выступление | 17    |

### Парусный спорт
Спортсменов — 11
Соревнования по парусному спорту в каждом из классов состояли из 10 гонок, за исключением класса 49er, где проводилось 15 заездов. В каждой гонке спортсмены стартовали одновременно. Победителем каждой из гонок становился экипаж, первым пересекший финишную черту. Количество очков, идущих в общий зачёт, соответствовало занятому командой месту. 10 лучших экипажей по результатам 10 гонок попадали в медальную гонку, результаты которой также шли в общий зачёт. В медальной гонке, очки, полученные экипажем удваивались. В случае если участник соревнований не смог завершить гонку ему начислялось количество очков, равное количеству участников плюс один. При итоговом подсчёте очков не учитывался худший результат, показанный экипажем в одной из гонок. Сборная, набравшая наименьшее количество очков, становится олимпийским чемпионом.
Мужчины
| Класс    | Спортсмены       | Гонка | Гонка | Гонка | Гонка | Гонка | Гонка | Гонка | Гонка | Гонка | Гонка | Гонка | Очки | Место |
| Класс    | Спортсмены       | 1     | 2     | 3     | 4     | 5     | 6     | 7     | 8     | 9     | 10    | M     | Очки | Место |
| -------- | ---------------- | ----- | ----- | ----- | ----- | ----- | ----- | ----- | ----- | ----- | ----- | ----- | ---- | ----- |
| RS:X     | Бирон Коккаланис | 4     | 11    | 6     | 2     | 16    | 15    | 3     | 11    | 4     | 9     | 12    | 77   | 6     |
| 470      |                  |       |       |       |       |       |       |       |       |       |       |       |      |       |
| Лазер    |                  |       |       |       |       |       |       |       |       |       |       |       |      |       |
| Звёздный |                  |       |       |       |       |       |       |       |       |       |       |       |      |       |
| Финн     |                  |       |       |       |       |       |       |       |       |       |       |       |      |       |

Женщины
| Класс        | Спортсмены | Гонка | Гонка | Гонка | Гонка | Гонка | Гонка | Гонка | Гонка | Гонка | Гонка | Гонка | Очки | Место |
| Класс        | Спортсмены | 1     | 2     | 3     | 4     | 5     | 6     | 7     | 8     | 9     | 10    | M     | Очки | Место |
| ------------ | ---------- | ----- | ----- | ----- | ----- | ----- | ----- | ----- | ----- | ----- | ----- | ----- | ---- | ----- |
| RS:X         |            |       |       |       |       |       |       |       |       |       |       |       |      |       |
| Лазер Радиал |            |       |       |       |       |       |       |       |       |       |       |       |      |       |

Открытый класс
| Класс | Спортсмены | Гонка | Гонка | Гонка | Гонка | Гонка | Гонка | Гонка | Гонка | Гонка | Гонка | Гонка | Гонка | Гонка | Гонка | Гонка | Гонка | Очки | Место |
| Класс | Спортсмены | 1     | 2     | 3     | 4     | 5     | 6     | 7     | 8     | 9     | 10    | 11    | 12    | 13    | 14    | 15    | M     | Очки | Место |
| ----- | ---------- | ----- | ----- | ----- | ----- | ----- | ----- | ----- | ----- | ----- | ----- | ----- | ----- | ----- | ----- | ----- | ----- | ---- | ----- |
| 49er  |            |       |       |       |       |       |       |       |       |       |       |       |       |       |       |       |       |      |       |

### Стрельба
Мужчины
| Соревнование | Спортсмены | Квалификация | Квалификация | Финал | Всего     | Всего |
| Соревнование | Спортсмены | Результат    | Место        | Финал | Результат | Место |
| ------------ | ---------- | ------------ | ------------ | ----- | --------- | ----- |
| Скит         |            |              |              |       |           |       |
|              |            |              |              |       |           |       |
|              |            |              |              |       |           |       |

Женщины
| Соревнование                       | Спортсмены | Квалификация | Квалификация | Финал | Всего     | Всего |
| Соревнование                       | Спортсмены | Результат    | Место        | Финал | Результат | Место |
| ---------------------------------- | ---------- | ------------ | ------------ | ----- | --------- | ----- |
| Пневматический пистолет, 10 метров |            |              |              |       |           |       |
|                                    |            |              |              |       |           |       |

### Стрельба из лука
Спортсменов — 1
Женщины
| Соревнование              | Спортсмены       | Квалификация | Квалификация | 1/32 финала        | 1/16 финала        | 1/8 финала         | Четвертьфинал      | Полуфинал          | Финал              |
| Соревнование              | Спортсмены       | Результат    | Место        | Соперник Результат | Соперник Результат | Соперник Результат | Соперник Результат | Соперник Результат | Соперник Результат |
| ------------------------- | ---------------- | ------------ | ------------ | ------------------ | ------------------ | ------------------ | ------------------ | ------------------ | ------------------ |
| Индивидуальное первенство | Эвангелия Псарра |              |              |                    |                    |                    |                    |                    |                    |

### Тхэквондо
Мужчины
| Соревнование           | Спортсмены   | Турнир                         | 1/8 финала         | Четвертьфинал      | Полуфинал          | Финал              |
| Соревнование           | Спортсмены   | Турнир                         | Соперник Результат | Соперник Результат | Соперник Результат | Соперник Результат |
| ---------------------- | ------------ | ------------------------------ | ------------------ | ------------------ | ------------------ | ------------------ |
| свыше 80 кг            |              |                                |                    |                    |                    |                    |
| Александрос Николаидис | За 1-е место | Бахри Танрыкулу (TUR) пор. 3—7 | Не прошел          | Не прошел          | Не прошел          |                    |
| Александрос Николаидис | За 3-е место |                                |                    |                    |                    |                    |

### Тяжёлая атлетика
Спортсменов — 1
Мужчины
| Категория | Спортсмен         | Вес   | Рывок | Рывок | Рывок | Толчок | Толчок | Толчок | Всего | Место |
| Категория | Спортсмен         | Вес   | 1     | 2     | 3     | 1      | 2      | 3      | Всего | Место |
| --------- | ----------------- | ----- | ----- | ----- | ----- | ------ | ------ | ------ | ----- | ----- |
| до 94 кг  | Давид Кавелашвили | 93.21 | 165   | 170   | 173   | 200    | 205    | 205    | 370   | 13    |

### Фехтование
Женщины
| Соревнование         | Спортсменка | 1/16 финала        | 1/8 финала         | Четвертьфиналы     | Полуфиналы         | Матч за 3-е место  | Финал              | Место |
| Соревнование         | Спортсменка | Соперник Результат | Соперник Результат | Соперник Результат | Соперник Результат | Соперник Результат | Соперник Результат | Место |
| -------------------- | ----------- | ------------------ | ------------------ | ------------------ | ------------------ | ------------------ | ------------------ | ----- |
| Индивидуальная сабля |             |                    |                    |                    |                    |                    |                    |       |